# Berkheya
Berkheya är ett släkte av korgblommiga växter. Berkheya ingår i familjen korgblommiga växter.

## Bildgalleri

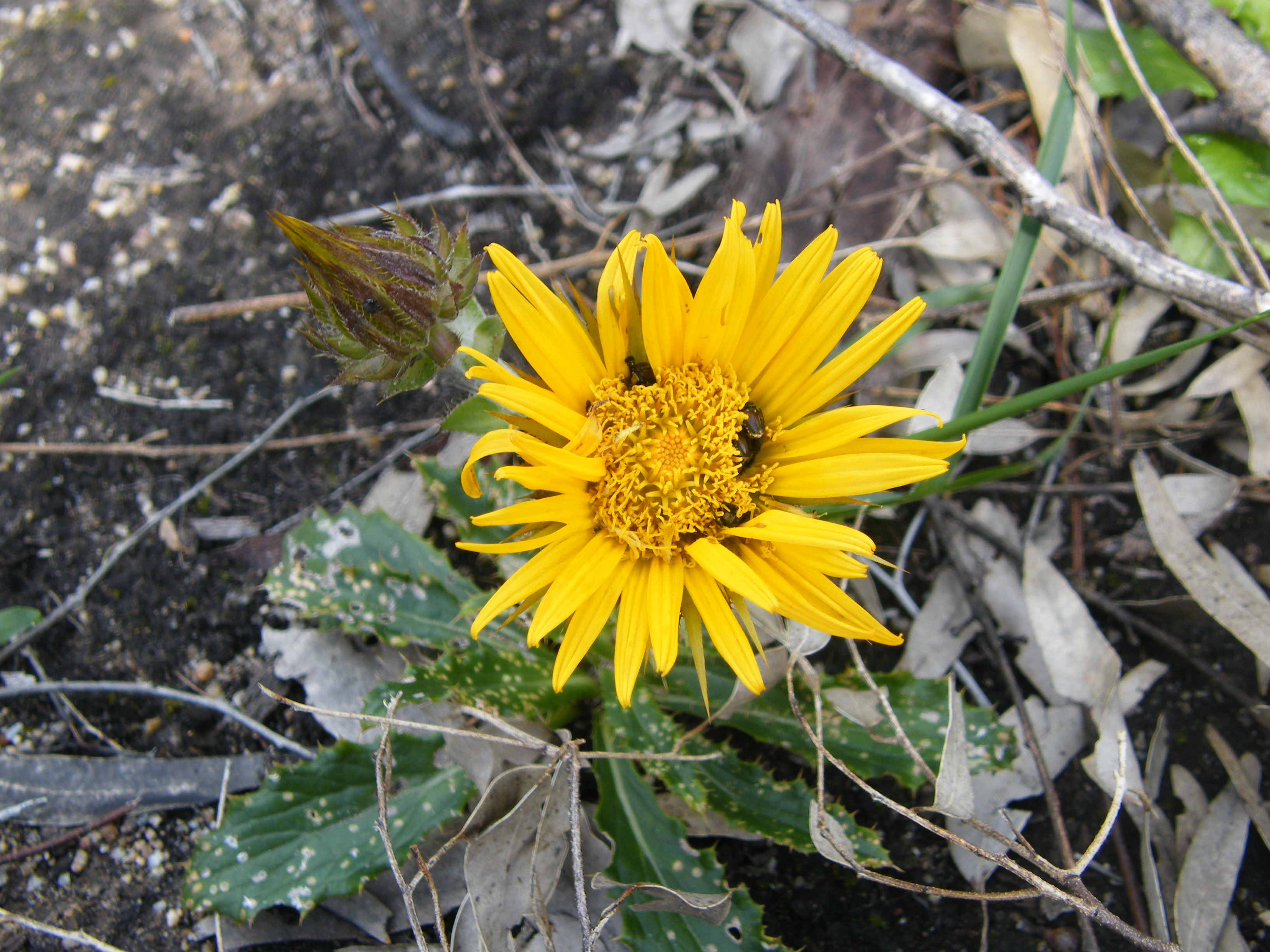
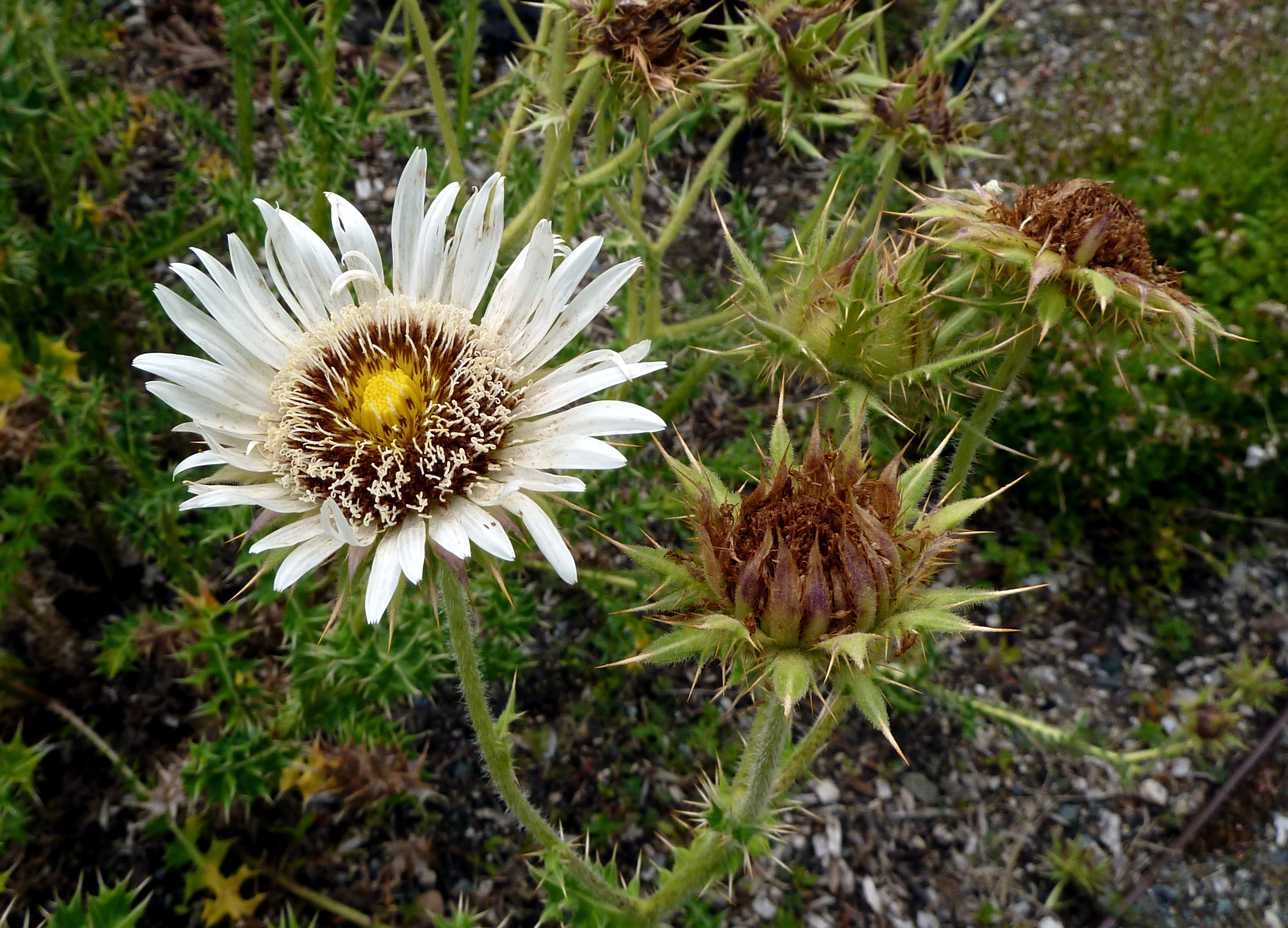
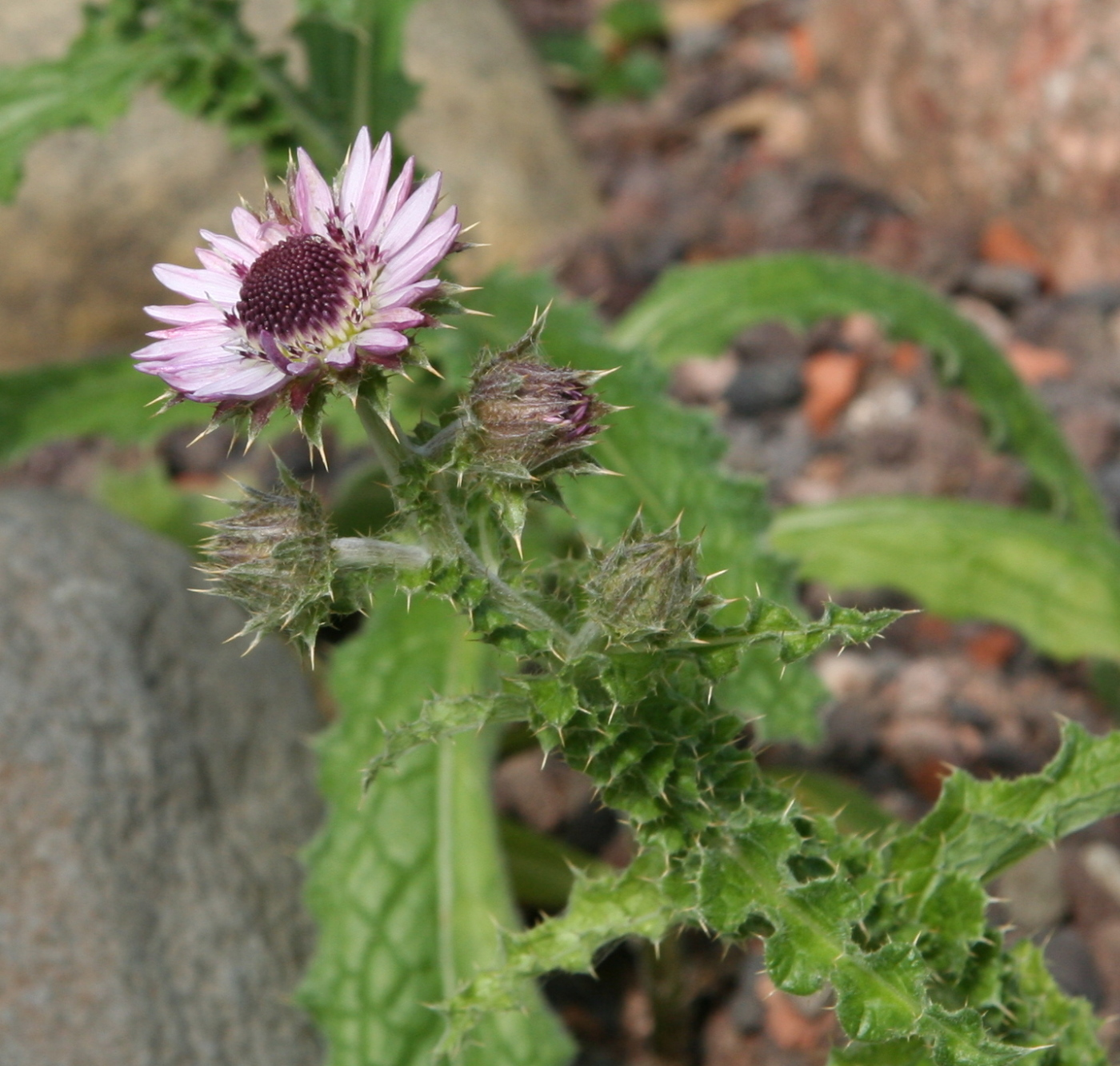
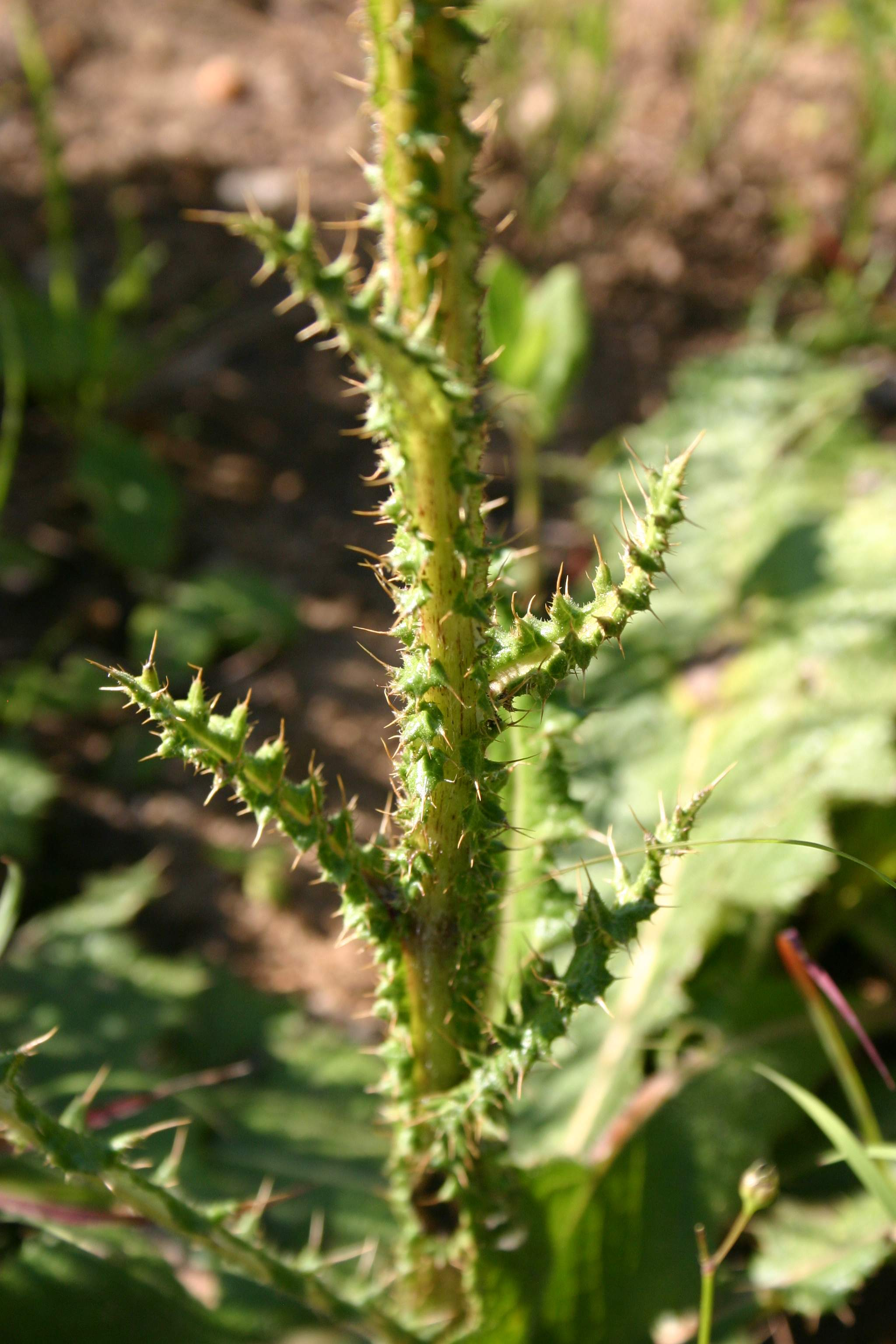

## Dottertaxa tillBerkheya, i alfabetisk ordning[1]
- Berkheya acanthopoda
- Berkheya andongensis
- Berkheya angolensis
- Berkheya angusta
- Berkheya angustifolia
- Berkheya annectens
- Berkheya armata
- Berkheya barbata
- Berkheya bergiana
- Berkheya bipinnatifida
- Berkheya buphthalmoides
- Berkheya caffra
- Berkheya canescens
- Berkheya cardopatifolia
- Berkheya carduoides
- Berkheya carlinifolia
- Berkheya carlinoides
- Berkheya carlinopsis
- Berkheya chamaepeuce
- Berkheya chiesiana
- Berkheya cirsiifolia
- Berkheya coddii
- Berkheya coriacea
- Berkheya cruciata
- Berkheya cuneata
- Berkheya debilis
- Berkheya decurrens
- Berkheya densifolia
- Berkheya discolor
- Berkheya draco
- Berkheya dregei
- Berkheya echinacea
- Berkheya eriobasis
- Berkheya erysithales
- Berkheya ferox
- Berkheya francisci
- Berkheya fruticosa
- Berkheya glabrata
- Berkheya griquana
- Berkheya herbacea
- Berkheya heterophylla
- Berkheya hirpicioides
- Berkheya hypoleuca
- Berkheya insignis
- Berkheya johnstoniana
- Berkheya latifolia
- Berkheya leucaugeta
- Berkheya mackenii
- Berkheya macrocephala
- Berkheya maritima
- Berkheya milleriana
- Berkheya mkenii
- Berkheya montana
- Berkheya multijuga
- Berkheya nivea
- Berkheya onobromoides
- Berkheya onopordifolia
- Berkheya pannosa
- Berkheya pauciflora
- Berkheya pinnatifida
- Berkheya purpurea
- Berkheya radula
- Berkheya radyeri
- Berkheya rhapontica
- Berkheya rigida
- Berkheya robusta
- Berkheya rosulata
- Berkheya seminivea
- Berkheya setifera
- Berkheya speciosa
- Berkheya spekeana
- Berkheya sphaerocephala
- Berkheya spinosa
- Berkheya spinosissima
- Berkheya subulata
- Berkheya tysonii
- Berkheya umbellata
- Berkheya welwitschii
- Berkheya viscosa
- Berkheya zeyheri